# 콜로니 레이저
콜로니 레이저(영어: colony laser, 일본어: コロニーレーザー)는 애니메이션 《기동전사 건담》을 비롯한 《건담 시리즈》에 등장하는 가공의 병기이다.
밀폐형 스페이스 콜로니(원통형으로 태양광 채입창이 없는 타입)를 개조하여 그 자체를 거대한 레이저의 조사 장치로 한 것 또는 이와 유사한 대량살상무기이다. 건담의 세계관에서는 유례없는 긴 사정거리와 파괴력을 지니지만, 대량의 전력을 필요로 하기 때문에 연속적인 사용은 어려운 것으로 묘사된다.

## 같이 보기
- 건담 시리즈